# Polyclinique internationale Sainte-Anne-Marie
La polyclinique internationale Sainte-Anne-Marie est un établissement hospitalier privé ivoirien ouvert en 1985 en vue notamment de constituer une alternative aux difficultés d'équipement constatées dans les centres hospitaliers universitaires publics d'Abidjan. Il est situé dans la commune de Cocody.